# Шухов Борис Хабалович
Шухов Борис Хабалович (нар. 8 травня 1947, Кодима, Одеська область,  УРСР) — радянський велогонщик. Чемпіон світу з велоспорту 1970 р., учасник літніх Олімпійських ігор 1968 в Мехіко, олімпійський чемпіон на Літніх Іграх в 1972 році в Мюнхені, Заслужений майстер спорту (1972).

## Чемпіонство
Виступав на Олімпійських іграх 1972 року в Мюнхені у складі команди з чотирьох велогонщиків в складі Геннадія Комнатова, Валерія Лихачова і Валерія Ярди У впертій боротьбі радянські спортсмени завоювала золоті медалі в командній гонці на 100 кілометрів.
Чемпіон СРСР (1968, 1971—1972) в командній шосейній гонці, (1968) в індивідуальній шосейній гонці, (1972) в багатоденній гонціhttp://megabook.ru/[недоступне посилання з серпня 2019].

## Навчання
В 1976 році Б.Шухов закінчив Грозненський університет.

## Нагороди
Нагороджений орденом «Знак Пошани», медаллю «За трудову відзнаку».